# Hrvatski Ogrun
Hrvatski Ogrun (st. nje. (Krabatisch Wagram, Kroatisch-Wagram, n. nje. Wagram an der Donau) je naselje Hrvata u Austriji. Nalazi se na jugu Moravskog polja. 
Ovdašnji Hrvati pripadaju skupini gradišćanskih Hrvata, točnije Hrvata s Moravskog polja. U ovaj su kraj došli za opsade Beča 1529. godine.
1971. je upravnom reorganizacijom nastala velika općina Eckartsau iz dvaju Marktgemeindea Eckartsaua i Witzelsdorfa te triju seoskih općina Kopfstettena, Pframe i Hrvatskog Ogruna.